# 笠–高柳猜想
笠–高柳猜想是全像原理中的一个猜想，它提出了共形場論的糾纏熵与相关反德西特空間时空的几何形状之间的定量关系。这个公式描述了块体中的「全息屏幕」；也就是说，它指定了块体几何中的哪些区域「负责对偶 CFT 中的特定信息」。该猜想以笠真生和高柳匡命名，他们于2006年共同发表了这一成果。结果，这两位作者因「在量子场论和量子引力中关于熵的基本思想」而荣获2015年基礎物理學突破獎，并因「在量子引力和量子场论中对量子熵的深刻见解」而荣获2024年国际理论物理中心的狄拉克獎。该公式于2007年被推广为廣義協變性形式。

## 动机
黑洞热力学表明黑洞的熵与其几何形状之间存在一定的关系。具体来说，贝肯斯坦-霍金面积公式推测黑洞的熵与其表面积成正比：
{\displaystyle S_{\text{BH}}={\frac {k_{\text{B}}A}{4\ell _{\text{P}}^{2}}}}
贝肯斯坦-霍金熵{\displaystyle S_{\text{BH}}}是衡量由于地平线的存在而给外部观察者造成的信息丢失的指标。黑洞的视界充当着一个“屏幕”，区分时空的一个区域（在本例中是黑洞的外部），该区域不受另一个区域（在本例中是内部）的影响。贝肯斯坦-霍金面积定律指出，该表面的面积与其后面丢失的信息的熵成正比。
贝肯斯坦-霍金熵是关于系统引力熵的一种表述；然而，在量子信息论中还有另一种重要的熵，即糾纏熵。这种形式的熵可以衡量一个给定的量子态与纯态的距离，或者说，它的纠缠程度。纠缠熵在许多领域都是一个有用的概念，例如凝聚态物理学和量子多体系统。鉴于它的用途，以及它与贝肯斯坦-霍金熵的相似性，希望用重力来全息描述纠缠熵。

## 全像原理
全息原理指出，给定维度中的引力理论与较低维度中的规范场论是对偶的。 AdS/CFT对偶就是这种对偶性的一个例子。这里，场论是定义在固定的背景下的，等同于量子引力理论，其不同状态分别对应一种可能的时空几何。共形场论通常被视为存在于它所定义的高维空间的引力理论的边界上。这种二元性的结果是两个等效描述之间的词典。例如，在定义的CFT中{\displaystyle d}维閔考斯基時空真空态对应于纯AdS空间，而热态对应于平面黑洞。 对于本讨论来说，重要的是，CFT的热状态定义在{\displaystyle d}维球面对应于{\displaystyle d+1} AdS空间中的维史瓦西黑洞。
贝肯斯坦-霍金面积定律虽然声称黑洞视界的面积与黑洞的熵成正比，但未能对这种熵如何产生提供足够的微观描述。全息原理通过将黑洞系统与确实允许这种微观描述的量子系统联系起来，提供了这种描述。在这种情况下，CFT具有离散特征态，热态是这些状态的正则集合。 该集合的熵可以通过正常方法计算，并得到与面积定律预测相同的结果。这原来是笠–高柳猜想的一个特例。

## 猜想
考虑空间切片{\displaystyle \Sigma } AdS时空，我们在其边界上定义对偶CFT。笠–高柳公式指出：
| {\displaystyle S_{A}={\frac {{\text{Area of }}\gamma _{A}}{4G}}} |  | 1 |
{\displaystyle S_{A}}是CFT在某个空间子区域的纠缠熵{\displaystyle A\subset \partial \Sigma }及其补{\displaystyle B}，和{\displaystyle \gamma _{A}}是本体中的笠–高柳表面。该表面必须满足三个特性：
1. {\displaystyle \gamma _{A}}与有相同的边界{\displaystyle A}。
2. {\displaystyle \gamma _{A}}与 A同调。
3. {\displaystyle \gamma _{A}}使该地区变得极端。如果有多个极值曲面， {\displaystyle \gamma _{A}}是面积最小的一个。

由于性质 (3)，当上下文清楚时，该曲面通常被称为「极小曲面」。此外，性质 (1) 确保公式保留了纠缠熵的某些特征，例如{\displaystyle S_{A}=S_{B}}和{\displaystyle S_{A_{1}+A_{2}}\geq S_{A_{1}\cup A_{2}}} 。该猜想对边界CFT的纠缠熵提供了明确的几何解释，即体积中表面的面积。

## 例子
在笠真生和高柳匡的原始论文中，明确地举了一个例子来说明这一结果{\displaystyle {\text{AdS}}_{3}/{\text{CFT}}_{2}}其中纠缠熵的表达式是已知的。 对于{\displaystyle {\text{AdS}}_{3}}半径空间{\displaystyle R}，对偶CFT的中心荷为
| {\displaystyle c={\frac {3R}{2G}}} |  | 2 |

此外，{\displaystyle {\text{AdS}}_{3}}有度量
{\displaystyle ds^{2}=R^{2}(-\cosh {\rho ^{2}dt^{2}}+d\rho ^{2}+\sinh {\rho ^{2}d\theta ^{2}})}
在{\displaystyle (t,\rho ,\theta )}（本质上是一堆庞加莱圆盘模型）。由于该指标在{\displaystyle \rho \to \infty } ， {\displaystyle \rho }仅限于{\displaystyle \rho \leq \rho _{0}} 。这一规定最高{\displaystyle \rho }类似于具有 UV 截止的相应 CFT。如果{\displaystyle L}是CFT系统的长度，在本例中是使用适当度量计算的圆柱体的周长，并且{\displaystyle a}是晶格间距，我们有
{\displaystyle e^{\rho _{0}}\sim L/a} 。

在这种情况下，边界 CFT 位于坐标{\displaystyle (t,\rho _{0},\theta )=(t,\theta )}。考虑一个固定的{\displaystyle t}切片并取边界的子区域A为{\displaystyle \theta \in [0,2\pi l/L]}在哪里{\displaystyle l}是长度{\displaystyle A}。在这种情况下，最小曲面很容易识别，因为它只是通过连接主体的测地线{\displaystyle \theta =0}和{\displaystyle \theta =2\pi l/L}。记住格子截断，测地线的长度可以计算为
| {\displaystyle \cosh {(L_{\gamma _{A}}/R)}=1+2\sinh ^{2}\rho _{0}\sin ^{2}{\frac {\pi l}{L}}} |  | 3 |

如果假设{\displaystyle e^{\rho _{0}}>>1}，然后利用笠–高柳公式计算纠缠熵。代入式 ( 3 ) 中计算出的最小表面长度，并回忆中心电荷 ( 2 )，纠缠熵由下式给出：
| {\displaystyle S_{A}={\frac {R}{4G}}\log {(e^{2\rho _{0}}\sin ^{2}{\frac {\pi l}{L}})}={\frac {c}{3}}\log {(e^{\rho _{0}}\sin {\pi l/L})}} |  | 4 |

这与通常方法计算的结果一致。